# 产女

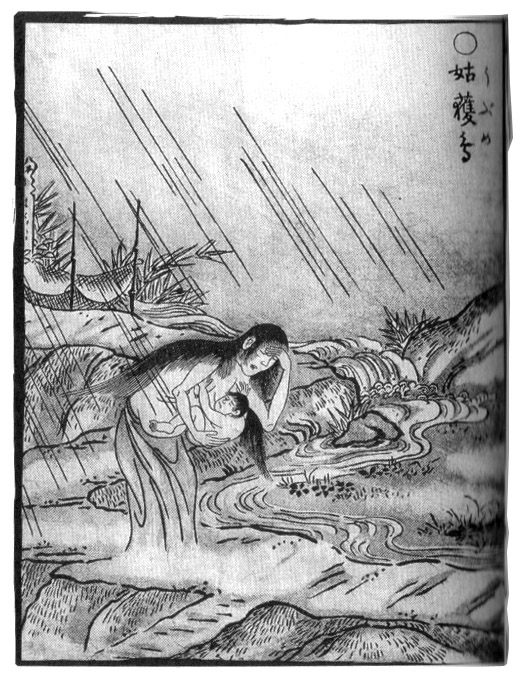
鳥山石燕『画图百鬼夜行』的「姑獲鳥」

產女，是日本的一種妖怪，又稱憂婦女鳥。傳說中，是由難產而死的孕婦變化而成。多見於江戶時代的怪談作品中。
在日本，產女有時也被稱為姑獲鳥（うぶめ），如江戶時代的浮世繪畫家鳥山石燕在作品《画图百鬼夜行》中便以「姑獲鳥」稱之。事實上，姑獲鳥是另一種妖怪的名稱，源自於中國，又稱夜行游女、天帝少女、鬼鳥，後流傳至日本，成为日本流行的妖怪之一。

## 概述

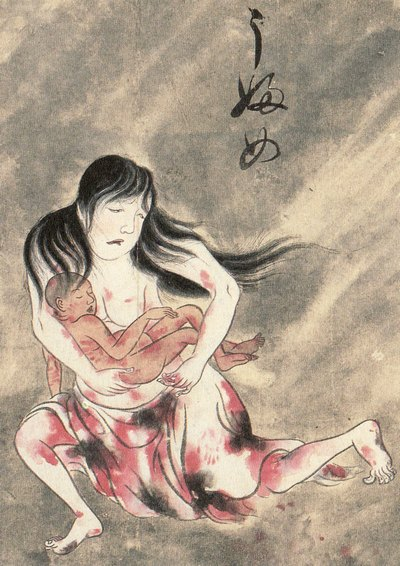
佐脇嵩之『百怪図巻』中的「うぶめ」

產女是因難產而死的孕婦所化，常被描繪成抱著胎兒，披頭散髮，滿身血污的狀態，於夜晚出現在道路上行走哭泣。

古代日本有個習俗，如孕婦難產而死，會將其腹部剖開，取出胎兒，婦女會抱着胎兒下葬，妖怪產女抱著嬰兒的形象便是由此而來。

## 與姑獲鳥的關係
因為姑獲鳥也有「產死者所化」的說法，故有時與產女混淆。然而產女通常為人形，而姑獲鳥則是鳥形，或介於人鳥之間的型態。

現代日本的動漫與小說作品中也屢以姑獲鳥為題材，如京極夏彥的小說《姑獲鳥之夏》等，受到歡迎，甚至造成現代中國人以為其是日本妖怪的有趣現象。

## 延伸阅读
[在维基数据编辑]
 《欽定古今圖書集成·博物彙編·禽蟲典·姑獲鳥部》，出自陈梦雷《古今圖書集成》